# Cenolaimus sapeloensis
Cenolaimus sapeloensis is een rondwormensoort uit de familie van de Xyalidae. De wetenschappelijke naam van de soort is voor het eerst geldig gepubliceerd in 1979 door Nichols.